# Lepidoscia tyrobathra
Lepidoscia tyrobathra är en fjärilsart som beskrevs av Edward Meyrick 1893. Lepidoscia tyrobathra ingår i släktet Lepidoscia och familjen säckspinnare. Inga underarter finns listade i Catalogue of Life.